# Arnold R. Klemola
Arnold Richard Klemola, född 20 februari 1931 i Pomfret i Connecticut, död 5 januari 2019, var en amerikansk astronom. Han var verksam vid Lick Observatory.
Minor Planet Center listar honom som upptäckare av 16 asteroider. Åtta av dem upptäckte han tillsammans med astronomen Carlos Ulrrico Cesco.
Han upptäckte även den periodiska kometen 68P/Klemola. Asteroiden 1723 Klemola är uppkallad efter honom och astronomen Irja Klemola.

## Asteroider upptäckta av Klemola
| 1770 Schlesinger                            | 10 maj 1967[A]   |
| 1829 Dawson                                 | 6 maj 1967[A]    |
| 1934 Jeffers                                | 2 december 1972  |
| 1991 Darwin                                 | 6 maj 1967[A]    |
| 2014 Vasilevskis                            | 2 maj 1973       |
| 2131 Mayall                                 | 3 september 1975 |
| 2179 Platzeck                               | 28 juni 1965     |
| 2202 Pele                                   | 7 september 1972 |
| 2261 Keeler                                 | 20 april 1977    |
| 2308 Schilt                                 | 6 maj 1967[A]    |
| 2370 van Altena                             | 10 juni 1965     |
| 2504 Gaviola                                | 6 maj 1967[A]    |
| 3712 Kraft                                  | 22 december 1984 |
| 5757 Tichá                                  | 6 maj 1967[A]    |
| 8128 Nicomachus                             | 6 maj 1967[A]    |
| 10450 Girard                                | 6 maj 1967[A]    |
| Upptäckt tillsammans med: A Carlos U. Cesco |                  |